# Colibrí superb
El colibrí superb (Calothorax pulcher) és una espècie d'ocell de la família dels troquílids (Trochilidae) que habita garrigues i zones arbustives de les terres altes des de l'estat de Guerrero, Mèxic DF, l'estat de Morelos i l'estat de Puebla, cap al sud, al llarg d'Oaxaca fins a Chiapas.